# Glebe
Glebe (Iers: An Ghléib) is een plaats in het Noord-Ierse County Tyrone. Glebe telt 669 inwoners. Van de bevolking is 2,1% protestant en 97,9% katholiek.